# Daucinae
Sous-tribu
Les Daucinae sont une sous-tribu de plantes à fleurs de la sous-famille des Apioideae dans la famille des Apiaceae.

## Nom
La sous-tribu des Daucinae est décrite en 1827 par le botaniste belge Barthélemy Dumortier.

## Liste des genres
La sous-tribu des Daucinae comprend les genres suivants selon NCBI et Banasiak et al., 2016, :
- Agrocharis
- Ammodaucus
- Cuminum
- Daucus
- Distichoselinum
- Elaeoselinum
- Ekimia
- Guillonea
- Laser
- Laserpitium
- Margotia
- Melanoselinum
- Monizia
- Orlaya
- Pachyctenium
- Polylophium
- Pseudorlaya
- Silphiodaucus
- Rouya
- Thapsia
- Tornabenea

Auxquels s'ajoutent deux autres genres toujours selon NCBI (18 avril 2023):
- Laserocarpum
- Portenschlagiella